# Prestes maja
Prestes maja (port. Prestes Maia) — neboder od 22 sprata u Sao Paolu, Brazil, u kome živi oko 1600 ljudi. To je najveća skvotirana zgrada u Južnoj Americi. 
468 porodica, ujedinjenih u Pokret ljudi bez krova Sao Paola, skvotiralo je neboder 2002. godine. Građevina je godinama pre toga bila zatvorena i ostavljena da propada, služeći kao sklonište za pacove i bubašvabe. Novi stanari su počistili tone smeća (tačno 20 kamiona je bilo odvezeno), organizovali se, proterali narko dilere i pretvorili zgradu u sadržajan životni prostor. Ona ima besplatnu biblioteku, radionice i brojne samostalne obrazovne, društvene i kulturne inicijative. 
U poslednjih nekoliko godina je postala glavna laboratorija društvenog organizovanja u Sao Paolu. Ljudi svih uzrasta i sa svih krajeva Brazila i iz inostranstva, umetnici i studenti, žive i rade zajedno, uzajamno se pomažući. 
Trenutno stanarima prete iseljenjem i postoji šansa da će se uskoro svih 468 porodica, tj. više od 1600 nekadašnjih beskućnika, uključujući decu, stare i bolesne, ponovo naći na ulici, a zgrada biti vraćena njenom formalnom vlasniku “Mr. Hamuche & Co”, koji je za poslednjih 15 godina nagomilao duga 2,1 miliona evra, što iznosi više od cene zgrade. Enormni dug, kao i činjenica da je zgrada godinama bila napuštena, su po nekima dovoljan argument da zgrada treba da pređe u vlasništvo opštine. 
27. januara 2006. predstavnici stanara su se sastali sa policijom da pokušaju da odlože iseljenje. Na sastanku je policija naglasila da odlaganja neće biti i da će se iseljenje obaviti u februaru. Porodicama je naloženo da napuste objekat ranije da bi izbegli neprijatne scene, a kada su oni upitali gde da idu, odgovor je bio: na ulicu ili negde. 
7. februara su stanari postavili dvočasovnu blokadu puta, ne bi li privukli pažnju javnosti na svoj problem. 
14. februara se oko 200 ljudi okupilo oko zgrada iščekujući informacije. Kada im je rečeno da je preuzimanje zgrade odloženo do daljnjeg, stanari su napravili slavlje, zahvaljujući podršci kolektiva, pojedinca, advokata i svih ostalih koji su pomogli kampanji. 
U londonskom socijalnom centru Rampart je održana premijera dokumentarnog filma o Prestes Maji, a ispred brazilske ambasade u Londonu su održane demonstracije podrške.